# Republic: The Revolution
Republic: The Revolution («Республика: Революция») — компьютерная игра в жанре 3D стратегия, разработанная Elixir Studios. Игра была выпущена для Windows и Mac OS X. Мировым издателем игры является Eidos Interactive. Издателем и локализатором игра в России является компания Новый Диск. Игра получила смешанные отзывы критиков.

## Сюжет
События игры происходят в вымышленной стране Новострания, которая находится в Восточной Европе, где она образовалась на месте распавшегося в августе 1991 года Советского Союза. К власти там приходит жестокий диктатор, коррумпированный до мозга костей. В народе растет недовольство новым правительством. Вследствие глобального политического катаклизма рассыпаются не только общегосударственные устои; анархия и беззаконие затрагивают и частную жизнь людей. Складываются все предпосылки для смены правящей верхушки — самое время для совершения революции.

## События в рамках игрового сценария
Игра начинается с того, что Лидер (имя выбирает игрок) возвращается в свой родной город, Екатиринск, и начинает создание своей партии. Сначала он находит трёх своих давних друзей и одного из них берёт в помощники (по выбору игрока). Изначально в штабе места хватит только трём, но количество свободных мест в дальнейшем будет увеличиваться за счёт успехов партии. По желанию можно взять в партию ещё одного активиста.
После комплектации фракции Лидер повышает уровень осведомлённости в городе сам и при помощи своих помощников, чтобы узнать, что происходит вокруг. Когда уровень осведомлённости стал достаточен, Лидер начинает повышать уровень поддержки своей фракции в районе штаба.
Вскоре после того, как партия Лидера утверждается в районе штаба, «повстанцами» разрабатывается план освобождения одного из трёх политических заключённых из самой страшной тюрьмы Новострании, находящейся в Екатерининске. Вскоре, наладив связи с начальником охраны и главой тюрьмы, Лидеру (который к тому времени становится Оратором) удаётся добиться освобождения человека (по выбору игрока), которого впоследствии он принимает в свою партию.
Оратор приходит к выводу, что ему пора организовать подпольное движение сопротивления, а для этого необходимо для начала издать книгу, содержащую его идеи по переустройству Новострании. Для этого партия выходит на след подпольного издателя, обитающего в Кутузовском Цехе, чтобы тот издал книгу Оратора. Всё не так просто: необходимо иметь колоссальное число сторонников в Кутузовском Цехе, чтобы без лишних проблем подобраться к издателю, тем более начинается самая настоящая травля со стороны Социалистического Союза Рабочих (партии, штаб которой находится в Кутузовском Цеху). Тем не менее, Оратору удаётся выйти из схватки победителем и убедить издателя сотрудничать.

## Об игре
В Republic: The Revolution игроку предлагается управлять одной из множества созданных на фоне политического и экономического кризиса оппозиционных партий. Игровой процесс представляет собой администрирование действий протагониста и его помощников. Действия могут быть направлены на увеличение популярности своей партии, уменьшение популярности других, поиск соратников во власти или бизнесе и т. д.

## Характеристики персонажа
Главный герой, как и его помощники, обладают несколькими характеристиками, влияющими на вероятность успеха того или иного действия. Эти характеристики можно повышать при накоплении персонажем определённого количества опыта.
- Статус — Общественное положение, богатство и популярность персонажа.
- Контроль — Способность персонажа к стратегическому планированию, интригам и манипулированию.
- Харизма — Природное обаяние и красноречие.
- Внешность — Физические данные персонажа и способности лидера.
- Решимость — Преданность своим убеждениям. В начале игр всегда 100 %.

Помимо этого, персонажи отличаются подходом к политике, таких условных подходов представлено три: влияние, капитал, сила. Совпадение или несовпадение этих взглядов также влияют на вероятность успеха. Например, бизнесмен, скорее всего, плохо справится с нелегальной граффити-акцией или нападением на конкурента, а уголовный авторитет не сможет успешно агитировать «от двери до двери».

## Отзывы
| Сводный рейтинг       | Сводный рейтинг |
| Агрегатор             | Оценка          |
| --------------------- | --------------- |
| GameRankings          | 66,77 %         |
| Metacritic            | 62 % (21 обзор) |
| Иноязычные издания    |                 |
| Издание               | Оценка          |
| 1UP.com               | C               |
| ActionTrip            | 7,4/10          |
| Eurogamer             | 6/10            |
| GameRevolution        | C-              |
| GameSpot              | 6,2/10          |
| GameSpy               | [ 11 ]          |
| IGN                   | 7,2/10          |
| PC Gamer (UK)         | 80 %            |
| PC Gamer (US)         | 5/10[уточнить]  |
| Русскоязычные издания |                 |
| Издание               | Оценка          |
| Absolute Games        | 60 %            |
| Game.EXE              | 4,0/5           |
| «Домашний ПК»         | [ 15 ]          |
| «Игромания»           | 70 %            |
| «Страна игр»          | 80 %            |

Игра получила в основном смешанные обзоры критиков. «Игромания» удостоила игру 7 баллами из 10 и сказала, что «Гениальная идея и общий графический лоск плохо уживаются с ужасным управлением и совершенно непродуманным геймплеем. Republic — хорошая плохая игра. На отчаянного любителя».
Страна игр оценила игру в 8 баллов из 10 сказав: «Если на заре разработки Republic: The Revolution виделась покорителем сердец миллионов, то после релиза „армия“ поклонников игры сократилась до небольшой группы упрямых юных политиков, которых, возможно, она и подготовит к будущей карьере. Рядовой же игрок, отдающий деньги за возможность приятно провести время в увлекательной виртуальной вселенной, вряд ли обрадуется необходимости долго и нудно разбираться в перипетиях политической жизни республики Novistrana».
Absolute Games поставил оценку 60 из 100. К минусам игры были причислены плохой геймплей и неудобное управление, а к плюсам хорошее звуковое сопровождение.
Олег Хажинский из Game.EXE, поставив игре 4.0 балла из 5, отметил неудобный игровой интерфейс, однако положительно отозвался о графике, музыке и сюжете игры, а также похвалил игровой процесс, в ходе которого игрок «постепенно обретает атрофировавшуюся с годами способность думать и принимать решения, учится терпению, преданности».
По сути, всю игру можно пройти не покидая «стратегического» вида, в котором город условно поделен на районы, пиктограммами обозначены соратники по партии и враги, ключевые здания, места проведения очередных акций. Ужасно жаль, что столь дорогой во всех смыслах ценой давшийся Elixir трехмерный движок и «настоящий» город практически не используются.Олег Хажинский
IGN поставил 72 балла из 100. А PC Gamer поставил самую низкую оценку 5 баллов из 10.